# Їда
Їда — процес споживання готової їжі людиною в певний час, зазвичай кілька разів на добу. Відбувається, як правило, вдома або в закладах громадського харчування, але може бути в будь-якому іншому місці (наприклад, пікніки).

## Основні відміни їди
Сніданок
Сніданок — споживання їжі вранці, перед обідом.
Обід
Обід — споживання їжі — часто найбільше — серед дня, між сніданком і вечерею. Як правило, на обід подають гарячі страви.
Вечеря
Вечеря — споживання їжі ввечері.